# Нойштадт-ам-Рюбенберге
Нойштадт-ам-Рюбенберге (нем. Neustadt am Rübenberge) — город в Германии, в земле Нижняя Саксония.

## Общая информация
Входит в состав района Ганновер. Население составляет 43 400 человек (на 2013 год). Занимает площадь 357 км². Официальный код — 03 2 41 012.
Город подразделяется на 34 района.
| Год  | Население |
| ---- | --------- |
| 1990 | 38 852    |
| 1995 | 42 730    |
| 2000 | 44 704    |
| 2005 | 45 711    |
| 2010 | 45 237    |